# Julia Solly
Pour les articles homonymes, voir Solly.
Julia Solly, née le 21 décembre 1862 à Seaforth, dans le Lancashire et morte le 8 juillet 1953, à Wynberg, en Afrique du Sud est une militante féministe et une suffragiste britannique. Après son mariage, elle s'installe en Afrique du Sud, où elle devient l'une des féministes les plus connues de la colonie du Cap. Elle s'engage en faveur du droit de vote des femmes et cofonde la Women's Enfranchisement League (WEL), première organisation en Afrique du Sud créée pour faire valoir le droit de vote des femmes. Elle prône des idées pacifistes, contre la seconde guerre des Boers et contre la Première Guerre mondiale. Elle a également participé à des programmes de réforme sociale. Elle reçoit la médaille du jubilé d'argent de George V en 1935. 

## Biographie
Julia Frances Muspratt naît le 21 décembre 1862 à Seaforth Hall, Seaforth, dans le Lancashire, fille de Frances Jane Baines et d'Edmund Knowles Muspratt (en) Elle fait ses études secondaires au Cheltenham Ladies' College puis poursuit ses études au Liverpool University College, dont sa sœur Nessie Stewart-Brown et elle sont parmi les premières femmes étudiantes. Elle fait des études de botanique et étudie particulièrement la flore sud-africaine. Après ses études, elle a fait un voyage en Amérique avec son père, voyageant d'abord au Canada pour assister à une réunion de l'Association britannique à Montréal, puis sur la côte nord-ouest des États-Unis. 
À la fin des années 1880, Muspratt rejoint la branche locale de la West Toxteth de la Women's Liberal Federation (WLF), présidée par sa sœur Nessie Stewart-Brown. Le 15 juin 1890, elle épouse Hubert LeGay Solly, un ingénieur anglais des chemins de fer sud-africains. Le couple a six enfants. Ils s'installent à De Aar, où Solly rejoint la Woman's Christian Temperance Union (WCTU). En 1907, Solly participe à la fondation de la branche du Cap de la Women's Enfranchisement League (WEL), la première organisation en Afrique du Sud créée pour exiger le droit de vote des femmes. 
Au moment du décès de son mari en 1912, Solly travaillait presque exclusivement au Cap où elle a rejoint le Conseil national des femmes en 1913. Au cours de la Première Guerre mondiale, Solly fonde, avec le pasteur Ramsden Balmforth de l'Église unitarienne, la South African Peace and Arbitration Society.
Elle participe à la fondation de la Société sud-africaine de botanique.  
Le 11 avril 1930, le gouvernement du Premier ministre Albert Hertzog accorde le droit de vote aux femmes blanches au même titre que celui des hommes blancs, maintenant l'exclusion du suffrage pour les femmes noires. 
En 1935, Julia Solly occupe le poste de vice-présidente du Conseil national des femmes et reçoit la médaille du jubilé d'argent du roi George V. Elle meurt en 1953, à Wynberg.